# Đurevac
Đurevac (cyr. Ђуревац) – wieś w Serbii, w okręgu toplickim, w gminie Blace. W 2011 roku liczyła 322 mieszkańców.